# Pico Ferraria
Pico Ferraria é uma montanha que está localizada na Serra do Ibitiraquire, encontra-se próximo ao Pico Paraná.